# Аеродром Салцбург
Аеродром „В. А. Моцарт” Салцбург је међународни аеродром аустријског Салцбурга, смештен 3 km северно од града. Аеродром опслужује значајан број зимских туристичких одредишта на аустријским Алпима јужно од Салцбурга. 2018. године кроз аеродром је прошло преко 1,8 милиона путника, по чему је то други по промету аеродром у држави, одмах после бечког Швехата.
Аеродром је авио-чвориште за „Јуровингс Јуроп”.

## Авио-компаније и дестинације
Следеће авио-компаније нуде редовне и чартер летове на аеродрому у Салцбургу:
| Airlines              | Destinations |
| --------------------- | --- |
| airBaltic             | Seasonal: Riga, Tallinn |
| Air Corsica           | Seasonal: Calvi |
| Air France            | Seasonal: Paris–Charles de Gaulle |
| Air Serbia            | Belgrade |
| Avion Express         | Seasonal charter: Vilnius |
| British Airways       | London–Gatwick Seasonal: London–City, London–Heathrow |
| Corendon Airlines     | Seasonal: Antalya, Hurghada |
| EasyJet               | Seasonal: Amsterdam, Barcelona, Bristol, Liverpool, London–Gatwick, London–Luton, London–Southend (begins 6 December 2025), Naples |
| Eurowings             | Barcelona, Berlin, Cologne/Bonn, Düsseldorf, Hamburg, Hurghada Seasonal: Burgas, Calvi, Copenhagen, Corfu, Gran Canaria, Heraklion, Ibiza, Karpathos, Kos, Lamezia Terme, Larnaca, Marsa Alam, Olbia, Palma de Mallorca, Rhodes, Stockholm–Arlanda, Tenerife–South, Zakynthos |
| Finnair               | Seasonal: Helsinki |
| Flydubai              | Dubai–International |
| Flynas                | Seasonal: Riyadh |
| Iberia                | Seasonal: Madrid |
| Icelandair            | Seasonal: Reykjavík–Keflavík |
| Israir                | Seasonal: Tel Aviv |
| Jet2.com              | Seasonal: Belfast–International, Birmingham, Edinburgh, Leeds/Bradford, London–Stansted, Manchester |
| Lufthansa             | Frankfurt Seasonal: London–Heathrow |
| Norwegian Air Shuttle | Seasonal: Copenhagen, Oslo, Stockholm–Arlanda |
| Pegasus Airlines      | Seasonal: Antalya |
| Play                  | Seasonal: Reykjavík–Keflavík |
| Ryanair               | Alicante, London–Stansted Seasonal: Dublin, Manchester |
| Scandinavian Airlines | Copenhagen |
| Transavia             | Amsterdam Seasonal: Brussels, Eindhoven, Rotterdam/The Hague |
| TUI Airways           | Seasonal: Belfast–International, Birmingham, Bristol, Cardiff (begins 20 December 2025), Glasgow, London–Gatwick, London–Stansted, Manchester, Newcastle upon Tyne |
| Turkish Airlines      | Istanbul |

## Статистика
| Година | Број путника | Промена |
| ------ | ------------ | ------- |
| 2005   | 1,695,430    |         |
| 2006   | 1,878,266    | 10.8%   |
| 2007   | 1,946,422    | 3.6%    |
| 2008   | 1,809,601    | 7.1%    |
| 2009   | 1,552,154    | 14.3%   |
| 2010   | 1,625,842    | 4.8%    |
| 2011   | 1,700,989    | 4.6%    |
| 2012   | 1,666,487    | 3.0%    |
| 2013   | 1,662,834    | 0.2%    |
| 2014   | 1,819,520    | 9.4%    |
| 2015   | 1,828,309    | 0,5%    |
| 2016   | 1,739,288    | 5,1%    |
| 2017   | 1,890,164    | 8,7%    |
| 2018   | 1,844,362    | 2,5%    |
| 2019   | 1,717,991    | 7,4%    |
| 2020   | 669,790      | 61,0%   |
| 2021   | 299,846      | 55,2%   |
| 2022   | 1,229,495    | 410,0%  |
| 2023   | 1,604,601    | 31,3%   |